# Monte-Carlo Rolex Masters 2011
Monte-Carlo Rolex Masters 2011 — 105-й розыгрыш ежегодного профессионального теннисного турнира среди мужчин, проводящегося во французском городе Рокебрюн—Кап-Мартен и являющегося частью тура ATP в рамках серии ATP Masters 1000.
В 2011 году турнир прошёл с 11 по 17 апреля на кортах Monte-Carlo Country Club. Соревнование продолжало околоевропейскую серию грунтовых турниров, подготовительную к майскому Roland Garros.
Прошлогодние победители:
- в одиночном разряде —  Рафаэль Надаль
- в парном разряде —  Ненад Зимонич и  Даниэль Нестор

## Соревнования

### Одиночный турнир
Рафаэль Надаль обыграл  Давида Феррера со счётом 6-4, 7-5.
- Надаль выиграл свой первый одиночный турнир на соревнованиях ассоциации в году и 44-й в карьере. На этом турнире он победил в седьмой раз подряд, начиная с 2005 года.
- Феррер в третий раз вышел в финал одиночного турнира на соревнованиях ассоциации в году и 22-й в карьере.

### Парный турнир
Боб Брайан /  Майк Брайан обыграли  Бруно Соареса /  Хуана Игнасио Челу со счетом 6-3, 6-2.
- Боб выигрывает свой 3-й титул в сезоне и 71-й в карьере на парных соревнованиях ассоциации.
- Майк выигрывает свой 3-й титул в сезоне и 73-й в карьере на парных соревнованиях ассоциации.
- Брайаны побеждают на этом турнире во второй раз (первый титул — в 2007 году).